# Довічне ув'язнення (телесеріал)
«Довічне ув'язнення» (англ. Life Sentence) — американський телесеріал з Люсі Гейл у головній ролі. Прем'єра серіалу відбулась 7 березня 2018 року. Серіал закінчився 15 червня 2018 року.
8 травня 2018 року канал The CW закрив серіал після першого сезону.

## Сюжет
Коли Стелла дізнається, що її рак вилікуваний, їй потрібно навчитися жити з усіма виборами, які вона зробила, коли вона вирішила «жити так, як ніби вона вмирає». Коли вона пристосовується до свого світу після раку, вона дізнається, як її чоловік і сім'я повинні також займатися саморуйнівним вибором, який вони зробили, щоб допомогти Стеллі насолоджуватися тим, що, на їхню думку, було її останніми роками.

## У ролях

### Головний склад
- Люсі Гейл — Стелла Еббот
- Елліот Найт — Вес Чарльз
- Джейсон Блер — Ейден Еббот
- Брук Лайонс — Елизабет Еббот-Рохас
- Джилліан Вігмен — Іда Еббот
- Карлос ПенаВега — Діего Рохас
- Ділан Волш — Пол Еббот

### Другорядний склад
- Анна Енгер — Хелена Чанг, лікар Стелли.
- Клаудія Рокафорт — Поппі, колишня подруга Іди
- Домінік Лакі Мартелл — Фіона Еббот Рохас, донька Елізабет и'і Дієго.
- Себастьян Варгас — Френк Еббот Рохас, син Елізабет і Дієго.
- Алішия Окс — Марлен
- Шеннон Чан-Кент — Фінлі
- Ліндсей Максвелл — Дениз
- Райли Сміт — лікар Уілл Грант, онколог.
- Брі Блер — Лорен
- Рана Рой — Піппа, колишня наречена Уеса.
- Аліса Діас — Кайла, подруга и колега Ейдена.
- Валері Круз — Джина, начальник Дієго і любовний інтерес Пітера.

## Епізоди
| Сезон | Епізоди | Епізоди | Оригінальний показ | Оригінальний показ |
| Сезон | Епізоди | Епізоди | Перший показ       | Останній показ     |
| ----- | ------- | ------- | ------------------ | ------------------ |
| 1     | 13      | 13      | 7 березня 2018     | 15 червня 2018     |

## Виробництво

### Розробка
10 травня 2017 року The CW офіційно замовив перший сезон серіалу. У серпні 2017 року Люсі Хейл оголосила, що прем'єра відбудеться в січні 2018 року, однак пізніше прем'єра була перенесена на весну того ж року.

### Зйомки
Зйомки пілотного епізоду проходили з 15 березня по 31 березня 2017 року в Атланті, штат Джорджія. Потім зйомки перенесли до Ванкувера. Виробництво почалося 9 серпня 2017 року і завершилося 12 січня 2018 року.